# Vorterøyskagen
Vorterøyskagen est une localité du comté de Troms, en Norvège.

## Géographie
Administrativement, Vorterøyskagen fait partie de la kommune de Skjervøy.